# Діамантниця леопардова
Діамантниця леопардова (Pardalotus punctatus) — вид горобцеподібних птахів родини діамантницевих (Pardalotidae).

## Поширення
Ендемік Австралії. Поширений вздовж південного та східного узбережжя та на острові Тасманія. Мешкає в евкаліптових лісах різноманітних типів.

## Опис
Дрібна пташка завдовжки 8,5-10,5 см, вагою 7-12 г. Спина та шия сіро-коричнева з численними білими крапочками та червонуватими рябинками. Верх голови, крила та хвіст чорні з білими крапинками. Над очима біла брова. Груди блідо-коричневі. Горло та черево жовті. У самиці нижня частина тіла блідіша.

## Спосіб життя
Трапляється поодинці або парами. У позашлюбний період може приєднуватися до змішаних зграй. Живиться комахами, яких шукає у кронах дерев. Велику частку у раціоні складає падь, які виробляють листоблішки.

## Розмноження
Шлюбний сезон триває з червня по березня. За сезон буває дві кладки. Гніздяться у норах в землі на берегах річок або урвищах. Тунель завдовжки до 1,5 м викопують обидва батьки. Виводкову камеру вистелюють травою та шматочками кори. У кладці три-п'ять яєць. Інкубація триває 19 днів. Приблизно через 25 днів пташенята стають на крило.